# Johannes Sylvius Egranus
Johannes Sylvius Egranus (eigentlich Johannes Wildenauer; * um 1480 in Eger; † 11. Juni 1535 in Böhmisch-Kamnitz) war ein deutscher Theologe, Humanist, Reformator und Freund Martin Luthers.

## Leben und Wirken
Johannes Wildenauer, nach seinem Geburtsort Egranus genannt, studierte ab Sommer 1500 an der Artistenfakultät der Universität Leipzig, wurde dort im Sommer 1501 Baccalarius, Ende 1507 Magister und war anschließend Dozent. Nach ausgedehnten Reisen, auf denen er Erasmus von Rotterdam in Basel kennenlernte, wirkte er seit 1517 als Prediger in Zwickau. Dort polemisierte er gegen Legenden um die Heilige Anna und geriet auch in Auseinandersetzungen mit Thomas Müntzer. Von 1521 bis 1523 wirkte er als evangelischer Prediger in Sankt Joachimsthal, dann unstet in Nürnberg, wo er mit Willibald Pirckheimer bekannt war, sowie als Pfarrverweser in Kulmbach (1524), Sagan (1526) und Chemnitz (1530). Um 1533/34 war er wieder in Joachimsthal. Am 1. Juni 1535 starb er in Böhmisch-Kamnitz.
Zu seiner Apologetica responsio gegen Hieronymus Dungersheim, erschienen im April 1518 in Leipzig, schrieb Martin Luther eine Vorrede. Dessen Schrift De servo arbitrio soll Wildenauer jedoch nicht zugestimmt haben, er war aber ein Gegner des katholischen Theologen Johannes Eck. In seinen späteren Predigten soll eine Annäherung an den Katholizismus erkennbar sein.
Dass er an den Folgen übermäßigen Alkoholgebrauchs gestorben sei, hat als rufschädigende (aber vermutlich nicht zutreffende) Legende Eingang in Publikationen gefunden.

## Werke
- Apologetica responsio contra dogmata, Apologetica responsio contra dogmata, que […] a calumniatoribus inuulgata sunt, Wittenberg 1518 (digital)
- Contra Calumniatores suos Apologia, in qua diuam Annam nupsisse Claeophae & Salomae […] euangelicis et probatissimis testimoniis refellit, Nürnberg 1518 (digital)
- Ein Sermon von der Beicht und wie einer seiner Sunden mag geloßen, Leipzig 1522 (digital)
- Ein christlicher Unterricht von der Gerechtigkeit des Glaubens und von guten Wercken, Leipzig 1534 (digital)
- Ungedruckte Predigten des Johann Sylvius Egranus, gehalten in Zwickau und Joachimsthal 1519–1522 (Quellen und Darstellungen aus der Geschichte des Reformationsjahrhunderts 18), hrsg. von Georg Buchwald, Leipzig 1911

als Herausgeber
- Ambrosius, Tres officiorum libri, Leipzig 1509 (digital)